# Lijst van beelden in Geertruidenberg
Dit is een (onvolledige) chronologische lijst van beelden in Geertruidenberg. Onder een beeld wordt hier verstaan elk driedimensionaal kunstwerk in de openbare ruimte van de Nederlandse gemeente Geertruidenberg, waarbij beeld wordt gebruikt als verzamelbegrip voor sculpturen, standbeelden, installaties, gedenktekens en overige beeldhouwwerken.

## Geertruidenberg
| Geplaatst | Omschrijving                                     | Kunstenaar                   | Straat                    | Plaats          | Materiaal | Afbeelding |
| --------- | ------------------------------------------------ | ---------------------------- | ------------------------- | --------------- | --------- | ---------- |
| 1767      | Stadspomp                                        | Guillaume Carrier?           | Markt                     | Geertruidenberg | hardsteen |            |
| 1769      | Vrouwe Justitia-Geertruidenberg                  | Pompe, W & Guillaume Carrier | Markt 32                  | Geertruidenberg |           |            |
| 1771      | Vrouwe Justitia-Raamsdonksveer                   | onbekend                     | Vrijheidstraat 2          | Raamsdonksveer  |           |            |
| 1928      | Heilig Hartbeeld                                 | Kunstatelier uit Brussel     | Kerkstraat                | Raamsdonk       |           |            |
| 1936      | Burgemeester Bianchi Bloemenmonument             | Egbert Jan Hubertus          | Wilhelminaplein           | Geertruidenberg |           |            |
| 1938      | Fontein Geertruidenberg 725 jaar stad            | Jo Jaspers                   | Stationsweg               | Geertruidenberg |           |            |
| 1959      | Vlucht van de techniek                           | Leo Geurtjens                | Academielaan              | Raamsdonksveer  |           |            |
| 1962      | Het herdenkingsmonument voor de gevallenen       | Theo Besemer                 | Vrijheidstraat            | Raamsdonksveer  |           |            |
| 1971      | Het meisje met de bal                            | Niek van Leest               | Emmastraat 15             | Raamsdonksveer  |           |            |
| 1973      | De Vondertjes                                    | Kees Keijzer                 | Bachplein 9               | Raamsdonksveer  |           |            |
| 1975      | Twee Scholieren                                  | Peter Roovers                | Collegeweg 1              | Raamsdonksveer  |           |            |
| 1978      | Het Paard van Raamsdonk                          | Harry Storms                 | Schansstraat              | Raamsdonk       |           |            |
| 1984      | Bevrijding, monument 1940-1945                   | Paul Elshout                 | Stadsweg                  | Geertruidenberg |           |            |
| 1988      | De Zalmvisser                                    | Pier van Leest               | Timmersteekade            | Geertruidenberg |           |            |
| 1990      | De Straatmuzikant                                | Ruud Ringers                 | Heereplein                | Raamsdonksveer  |           |            |
| 1990      | Slak                                             | Niek van Leest               | Rietaak                   | Raamsdonksveer  |           |            |
| 1992      | Sint Gertrudis                                   | Willem Nagtzaam              | Elfhuizen 3               | Geertruidenberg |           |            |
| 1992      | Vier Oude Wijven                                 | Tjikkie Kreuger              | Hoevendijk 1              | Raamsdonksveer  |           |            |
| 1993      | De Rietsnijder                                   | Mieke Coppens-Frehe          | Kasteellaan               | Raamsdonksveer  |           |            |
| 1997      | De Nieuwe Koepoort                               | Ton Buijnsters               | Koestraat                 | Geertruidenberg |           |            |
| 1998      | De Uien                                          | Piet Haagh                   | Timmersteekade            | Geertruidenberg |           |            |
| 1999      | You'll Never Walk Alone                          | Gerrit Dammer                | Wilhelminalaan 11         | Raamsdonksveer  |           |            |
| 2000      | Gesprek aan het hek                              | Marian van Puyvelde          | Hoge Veer 1               | Raamsdonksveer  |           |            |
| 2000      | Millenniumbos                                    | Sjaak Pruijssers             | Zandput                   | Raamsdonksveer  |           |            |
| 2000      | Schoolonderzoek                                  | Marjolijn Mandersloot        | Academielaan              | Raamsdonksveer  |           |            |
| 2002      | Arcade                                           | Sjef Voets                   | Bergsedijk                | Raamsdonksveer  |           |            |
| 2003      | Rust U Even                                      | Janhein van Melis            | Beethovenlaan             | Raamsdonksveer  |           |            |
| 2005      | Prins Maurits                                    | Gert van der Woude           | Stadsweg 901              | Geertruidenberg |           |            |
| 2005      | Watervrees                                       | Dorothé Jehoel               | R.Holststraat             | Raamsdonksveer  |           |            |
| 2013      | Social Sofa                                      |                              | Venestraat - Markt        | Geertruidenberg |           |            |
| 2013      | Watersnoodramp                                   | Sjaak Pruijssers             | Kartuizerstraat - Sandoel | Raamsdonksveer  |           |            |
|           | Drie Vierkanten                                  | Henk Rusman                  | Doelestraat               | Geertruidenberg |           |            |
|           | Keltisch Kruis                                   | Dom Hans van der Laan        | Commandeurstraat          | Geertruidenberg |           |            |
|           | Viewmaster one & two                             | Rob Sweere                   | Bergsebrug                | Geertruidenberg |           |            |
|           | Zuil van de geschiedenis en Zuil van de toekomst | Joep Struyk                  | Stadsweg                  | Geertruidenberg |           |            |
|           | Beeldje bij De Hoge Waai                         | Hans Claesen                 | Kerkstraat 33             | Raamsdonk       |           |            |
|           | Footprint                                        | Harald Vlugt                 | Wielstraat                | Raamsdonk       |           |            |
|           | Rotssteun                                        | Jo Gijsen                    | Kerkstraat                | Raamsdonk       |           |            |
|           | Beeld van Dokter Lips                            | Peter Roovers                | Dokter Lipshof            | Raamsdonksveer  |           |            |
|           | De Veerse Handjes                                | Sias Fanoembi                | Vrijheidstraat 2          | Raamsdonksveer  |           |            |
|           | Drie Faantjes                                    | Albert Kramer                | Schubertstraat            | Raamsdonksveer  |           |            |
|           | Laatste Zandzakken                               | Hans van Eersel              | fietspad                  | Raamsdonksveer  |           |            |
|           | Sint Bruno                                       | Anoniem                      | Kloosterweg 1             | Raamsdonksveer  |           |            |
|           | Zittende figuur                                  | onbekend                     | Emmastraat 11             | Raamsdonksveer  |           |            |
|           | Veerse Walk of Fame                              | onbekend                     | Heereplein                | Raamsdonksveer  |           |            |